# Résolution 661 du Conseil de sécurité des Nations unies
Membres permanents
- Chine
- États-Unis
- France
- Royaume-Uni
- URSS

Membres non permanents
- Canada
- Côte d'Ivoire
- Colombie
- Cuba
- Éthiopie
- Finlande
- Malaisie
- Roumanie
- Yémen
- Zaïre

Résolution no 660 Résolution no 662
La résolution 661 du Conseil de sécurité des Nations unies, adoptée le 6 août 1990, réaffirmant la résolution 660 (votée en 1990) et notant le refus de l'Irak de s'y conformer et le droit de légitime défense du Koweït, le Conseil a pris des mesures pour mettre en œuvre des sanctions internationales contre l'Irak, en vertu du septième chapitre de la Charte des Nations unies (en). Il s'agissait de la deuxième résolution du Conseil de sécurité concernant l'invasion du Koweït.
Le Conseil a donc décidé que les États devraient empêcher :
1. L'importation de tous produits et marchandises originaires d’Irak ou du Koweït ;
2. Toute activité menée par leurs ressortissants ou sur leur territoire qui favoriserait l'exportation de produits originaires d'Irak ou du Koweït, ainsi que le transfert de fonds vers l'un ou l'autre pays au fins de ces activités ;
3. La vente d'armes ou d'autres équipements militaires à l'Irak et au Koweït, à l'exclusion de l'aide humanitaire ;
4. La disponibilité de fonds ou d'autres ressources financières ou économiques pour l'un ou l'autre pays, ou pour tout service commercial, industriel ou public opérant dans celui-ci, sauf à des fins médicales ou humanitaires.

La résolution 661 a appelé tous les États membres, y compris les non-membres des Nations unies, à agir en stricte conformité avec la résolution et a décidé de créer un Comité du Conseil de sécurité composé de tous les membres du Conseil, pour examiner les rapports du Secrétaire général Javier Pérez de Cuéllar sur la situation et demander des informations aux États sur les actions qu'ils entreprennent pour mettre en œuvre la résolution 661, en leur demandant de tous coopérer avec le comité.
Enfin, le Conseil a souligné que le régime de sanctions imposé ne devrait pas affecter l'assistance apportée au gouvernement du Koweït (en). La résolution a été adoptée par 13 voix contre zéro, tandis que Cuba et le Yémen se sont abstenus de voter.
Après la fin de la guerre du Golfe et le retrait de l'Irak du Koweït, les sanctions ont été liées au retrait des armes de destruction massive en Irak par la résolution 687 (votée en 1991). Les effets de la politique gouvernementale et du régime de sanctions ont conduit à une hyperinflation, à une pauvreté et à une malnutrition généralisées,.

## Le comité 661
Le comité créé par la résolution est devenu communément connu sous le nom de comité 661, ou encore de comité des sanctions contre l'Iraq. Même si le mandat initial du comité 661 était assez modeste, il a assumé de larges responsabilités dans la mise en œuvre des sanctions. Jay Gordon, spécialiste des sanctions contre l'Irak, a écrit :

« Le comité 661 a déterminé quelles marchandises l'Irak pouvait importer au titre d'exemptions humanitaires, a répondu aux allégations de contrebande, a déterminé quelles marchandises les agences des Nations unies engagées dans le travail humanitaire pouvaient importer en Irak, a abordé les questions liées aux zones d'exclusion aérienne et a pris sur lui la tâche d'interpréter les résolutions du Conseil de sécurité concernant l'Irak. »

Après le lancement du programme Pétrole contre nourriture en 1996, les exemptions au régime de sanctions accordées par le Comité 661 étaient le seul moyen légal permettant à l'Irak d'importer des marchandises.